# Mistrovství Československa silničních motocyklů 1956
Mistrovství Československa silničních motocyklů 1956 se konalo v objemových třídách do 175, 250, 350 a 500 cm³. 

### Závody
- - Z1 = Litomyšl 27. 5. 1956 – okruh 10 800 metrů;
  - Z2 = Jičín 15. 7. 1956 – okruh 14 500 metrů;
  - Z3 = Uherské Hradiště 22. 7. 1956 – okruh 4 350 metrů;
  - Z4 = Ostrava 12. 8. 1956 – okruh 4 770 metrů;

## Legenda

### Body za umístění
- - 1. místo – 6 bodů
  - 2. místo – 4 body
  - 3. místo – 3 body
  - 4. místo – 2 body
  - 5. místo – 1 bod

### Vysvětlivky
- - BC = Body celkem
  - BZ = Body započítávané

## Třída do 175 cm³
| Pořadí | Jméno            | Místo          | Moto   | Z1 | Z2 | Z3 | Z4 | BC | BZ |
| ------ | ---------------- | -------------- | ------ | -- | -- | -- | -- | -- | -- |
| 1.     | Karel Bojer      | Strakonice     | ČZ     | 1  | 1  | 2  | 1  | 27 | 18 |
| 2.     | Václav Süssmilch | Ústí nad Labem | ČZ     | 3  | 3  |    | 3  | 9  | 9  |
| 3.     | Stanislav Klátil | Gottwaldov     | ČZ     |    | 2  |    | 2  | 8  | 8  |
| 4.     | Stanislav Malina | Strakonice     | ČZ OHC |    |    | 1  |    | 6  | 6  |
| 5.     | František Kročka | Jur            | ČZ     | 2  |    |    |    | 4  | 4  |
| 6.     | Miloslav Vališ   | Plzeň          | ČZ     | 4  |    | 4  |    | 4  | 4  |
| 7.     | Bohumil Řezníček | Šumperk        | ČZ     |    |    | 3  |    | 3  | 3  |
| 8.     | Miroslav Vaindl  | Plzeň          | ČZ     |    | 4  |    |    | 2  | 2  |
| 9.     | Václav Vaněk     | Duchcov        | ČZ     | 5  |    |    |    | 1  | 1  |
| 9.     | Václav Kněz      | Krchleby       | ČZ     |    | 5  |    |    | 1  | 1  |
| 9.     | Zdeněk Kadlčík   | Gottwaldov     | ČZ     |    |    | 5  |    | 1  | 1  |

Poznámky
- Započítávají se 3 nejlepší výsledky z 4

## Třída do 250 cm³
| Pořadí | Jméno            | Místo      | Moto   | Z1 | Z2 | Z3 | Z4 | BC | BZ |
| ------ | ---------------- | ---------- | ------ | -- | -- | -- | -- | -- | -- |
| 1.     | František Bartoš | Ostrava    | ČZ OHC |    | 1  | 1  | 1  | 18 | 18 |
| 2.     | Jiří Koštíř      | Strakonice | ČZ OHC | 1  |    | 2  | 2  | 14 | 14 |
| 3.     | Václav Kvěch     | Strakonice | ČZ OHC | 5  | 3  | 3  |    | 7  | 7  |
| 4.     | Jaroslav Žípek   | Strakonice | ČZ OHC | 2  | 5  |    |    | 5  | 5  |
| 5.     | Václav Parus     | Praha      | ČZ OHC |    |    | 4  | 3  | 5  | 5  |
| 6.     | Stanislav Malina | Praha      | ČZ OHC |    | 2  |    |    | 4  | 4  |
| 7.     | Miroslav Berkman | Praha      | ČZ OHC | 3  |    |    |    | 3  | 3  |
| 8.     | Robert Janka     | Brno       | Jawa   |    | 4  | 5  |    | 3  | 3  |
| 9.     | Josef Lukšík     | Plzeň      | ČZ OHC | 4  |    |    |    | 2  | 2  |
| 9.     | Karel Mojžíš     | Děčín      | Jawa   |    |    |    | 4  | 2  | 2  |
| 11.    | Pavel Slavíček   | Mladkov    | Jawa   |    |    |    | 5  | 1  | 1  |

Poznámky
- Započítávají se 3 nejlepší výsledky z 4

## Třída do 350 cm³
| Pořadí | Jméno             | Místo          | Moto      | Z1 | Z2 | Z3 | Z4 | BC | BZ |
| ------ | ----------------- | -------------- | --------- | -- | -- | -- | -- | -- | -- |
| 1.     | Gustav Havel      | Praha          | Jawa OHC  | 1  | 1  |    | 1  | 18 | 18 |
| 2.     | Miroslav Čada     | Miroslav       | ESO       |    | 2  | 2  | 2  | 12 | 12 |
| 3.     | František Šťastný | Praha          | Jawa OHC  |    |    | 1  |    | 6  | 6  |
| 4.     | Antonín Posekaný  | Strakonice     | ČZ OHC    |    | 3  | 3  |    | 6  | 6  |
| 5.     | Robert Janka      | Brno           | ESO       | 2  |    |    |    | 4  | 4  |
| 6.     | Alexander Deraha  | Velké Meziříčí | Jawa      | 3  |    |    |    | 3  | 3  |
| 6.     | Tibor Deliman     | Košice         | ESO       |    |    |    | 3  | 3  | 3  |
| 8.     | Ladislav Štajner  | Praha          | Walter    |    | 4  |    |    | 2  | 2  |
| 8.     | František Srna    | Pezinok        | ČZ Walter |    |    | 4  |    | 2  | 2  |
| 10.    | Josef Jakoubek    | Liberec        | ČZ OHC    |    | 5  |    |    | 1  | 1  |
| 10.    | František Kročka  | Jur            | Jawa      |    |    | 5  |    | 1  | 1  |

Poznámky
- Započítávají se 3 nejlepší výsledky z 4

## Třída do 500 cm³
| Pořadí | Jméno             | Místo      | Moto      | Z1 | Z2 | Z3 | Z4 | BC | BZ |
| ------ | ----------------- | ---------- | --------- | -- | -- | -- | -- | -- | -- |
| 1.     | František Šťastný | Praha      | Jawa OHC  | 1  | 1  |    | 1  | 18 | 18 |
| 2.     | Miroslav Čada     | Praha      | Jawa OHC  |    | 3  | 1  | 2  | 7  | 7  |
| 3.     | Miroslav Berkman  | Praha      | Jawa OHC  | 3  | 4  | 2  |    | 9  | 9  |
| 4.     | Gustav Havel      | Praha      | Jawa OHC  | 5  | 2  |    | 4  | 7  | 7  |
| 5.     | Jan Janouš        | Praha      | Jawa OHC  | 4  |    |    | 3  | 5  | 5  |
| 6.     | Jiří Koštíř       | Strakonice | Matchless | 2  |    |    |    | 4  | 4  |
| 7.     | Jiří Simandl      | Divišov    | ESO       |    |    | 3  |    | 3  | 3  |
| 8.     | Josef Michálek    | Praha      | Matchless |    |    | 4  |    | 2  | 2  |
| 9.     | Antonín Posekaný  | Strakonice | ČZ OHC    |    | 5  |    |    | 1  | 1  |
| 9.     | Karel Kostka      | Vsetín     | Jawa OHC  |    |    | 5  |    | 1  | 1  |
| 9.     | Jan Bílý          | Prostějov  | Norton    |    |    |    | 5  | 1  | 1  |

Poznámky
- Započítávají se 3 nejlepší výsledky z 4